# Accident ferroviaire de Lac-Mégantic
L’accident ferroviaire de Lac-Mégantic se produit le 6 juillet 2013 à 1 h 14 heure locale (HAE) à Lac-Mégantic, une municipalité de la région de l'Estrie, au Québec (Canada). 
Le déraillement d'un convoi à la dérive de 72 wagons-citernes contenant un total de 7,7 millions de litres de pétrole brut léger provoque des explosions et des incendies qui détruisent le centre-ville et une quarantaine d'édifices dans une zone de 2 km2. 47 personnes perdent la vie lors de ce drame. 
Au moins deux mille personnes doivent être évacuées de leur domicile.  

## Circonstances

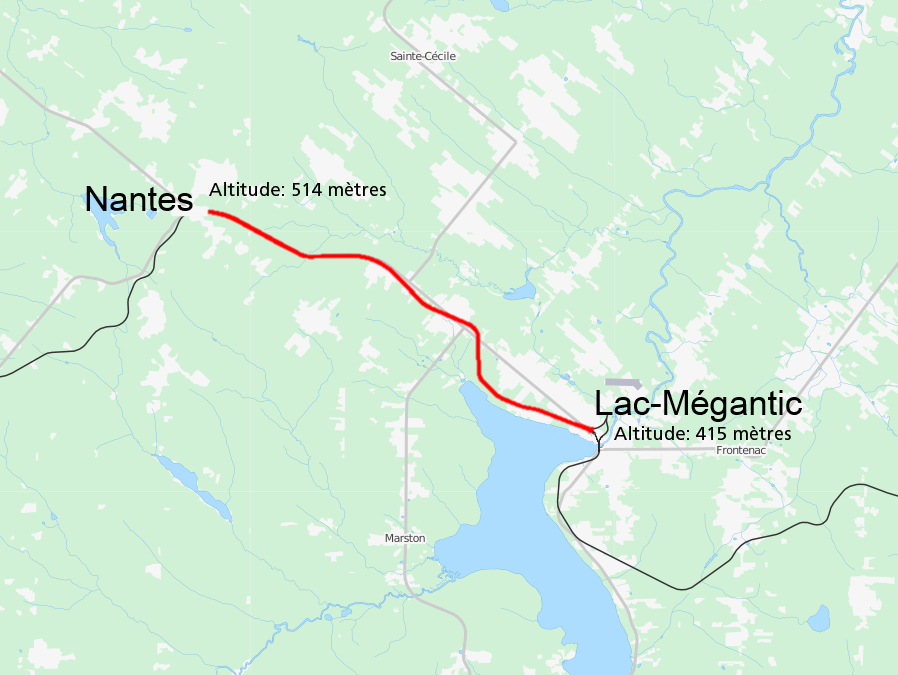
Parcours du train « fou », de Nantes à Lac-Mégantic.

Le train est composé de cinq locomotives et de 72 wagons-citernes de pétrole brut qui proviennent de la formation géologique de Bakken située dans l'État américain du Dakota du Nord. Sa destination est la raffinerie de pétrole d'Irving Oil de Saint-Jean dans la province canadienne du Nouveau-Brunswick,. Après avoir traversé la frontière canado-américaine à Windsor, le train passe par les villes ontariennes de Burlington, de Mississauga et de Toronto, après quoi il emprunte les voies de la ligne ferroviaire de la Montreal, Maine & Atlantic Railway (MM&A), un chemin de fer secondaire qui relie Montréal à la côte atlantique du Maine, et de là, vers les provinces maritimes du Canada.
Composé, au départ du Dakota, de 78 wagons-citernes, le train en compte encore 72 lors de l'accident, six ayant été retirés à Montréal en raison de problèmes mécaniques. Les wagons-citernes sont de type DOT-111, un modèle utilisé depuis de nombreuses années en Amérique du Nord pour transporter différents liquides. Ils n'appartiennent pas à la Montreal, Maine & Atlantic et chacun de ceux-ci contient 113 000 litres de pétrole brut. Bien que leur circulation soit toujours permise par les réglementations américaine et canadienne, leur sûreté a été mise en doute dans un rapport du National Transportation Safety Board (NTSB) des États-Unis en 1991, qui les a décrits comme étant « inadéquat pour résister au choc d'un déraillement ». Depuis 2011, le gouvernement canadien exige que les compagnies ferroviaires choisissent des modèles munis de parois plus épaisses, tout en permettant l'utilisation des stocks existants de wagons plus anciens.

Le convoi est pris en charge par la Montreal, Maine & Atlantic à la gare de triage du Canadien Pacifique, à Côte-Saint-Luc, sur l'île de Montréal, emprunte les voies du CP, avant de retourner sur le réseau ferré de la MM&A à partir de Saint-Jean-sur-Richelieu. 

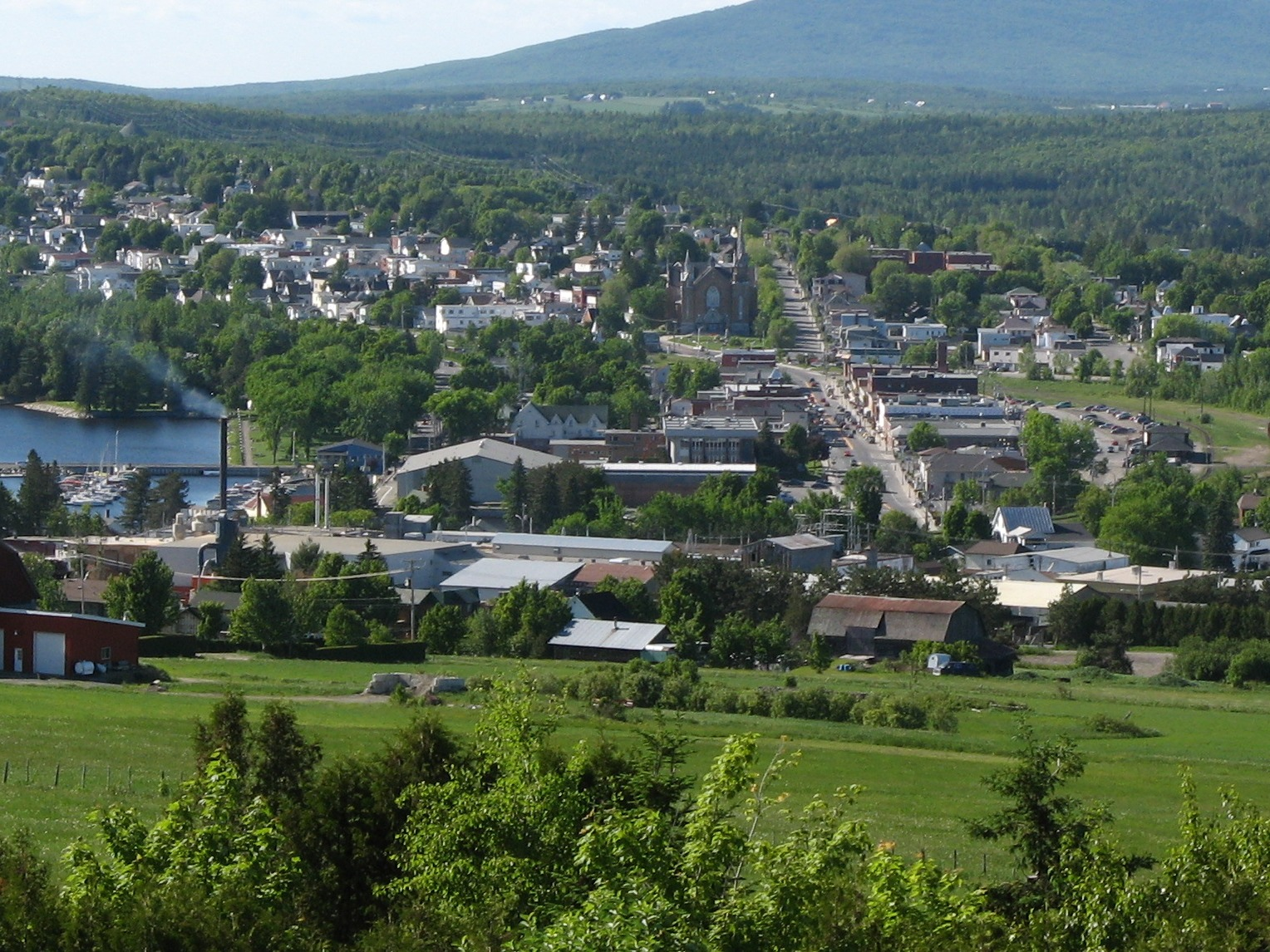
Vue de Lac-Mégantic vers le nord-ouest (juin 2007). Le train est arrivé en haut à gauche pour terminer sa course dans le centre-ville, situé à droite, en bas de l'église.

## Séquence des événements

### Incendie à Nantes
Le 5 juillet vers 23 h HAE, le train de la MM&A arrive à Nantes, une localité située à une douzaine de kilomètres au nord-ouest de Lac-Mégantic. Le seul occupant du convoi, le conducteur Tom Harding, un cheminot expérimenté, arrive à la fin de son quart de travail. Il immobilise le convoi sur la voie principale en laissant fonctionner sans surveillance la locomotive de tête, numéro 5017, en attente d'un autre équipage. Le changement d'équipage à Nantes est une opération de routine pour la MM&A.
Harding monte dans un taxi qui l'attend pour le conduire dans un hôtel de Lac-Mégantic, où il passe normalement la nuit. Selon les confidences du cheminot à son chauffeur de taxi, le conducteur était inquiet de laisser sans surveillance son « engin qui crachait de l’huile, ainsi qu’une épaisse fumée noire ». Harding avait l'intention d'appeler le bureau américain de son employeur pour confirmer les directives reçues.
Vers 23 h 32, des résidents de Nantes avisent les pompiers d'un incendie qui fait rage dans une locomotive stationnée sur la voie ferrée qui longe le village. Douze pompiers se rendent sur les lieux une dizaine de minutes plus tard pour éteindre un incendie qui s'était déclaré dans une conduite d'huile ou de carburant. Ils sont accompagnés par une auto-patrouille de la Sûreté du Québec. Lors de leur arrivée sur place, les pompiers constatent que des flammes sortaient de la cheminée. Vers 23 h 50, les pompiers communiquent avec le contrôleur du trafic ferroviaire de la MM&A à Farnham pour signaler l'incendie. Au cours de leur intervention, les pompiers coupent le moteur de la locomotive. Ils éteignent le feu à 0 h 13 et quittent les lieux après avoir remis le train à deux représentants de la MM&A, qui sont arrivés sur les lieux entretemps.

### Déraillement et explosions
Selon le Bureau de la sécurité des transports, le train se met en branle sans équipage à 0 h 56 (1h après l'intervention des pompiers sur la locomotive de tête), à la suite de la perte graduelle de pression d'air dans le système de freinage. Emporté par la gravité et par une force insuffisante du système de freinage qui devait retenir le convoi, le train est hors de contrôle. Celui-ci dévale la pente de 1,2 % reliant Nantes vers Lac-Mégantic sur une distance de 12 km, une des plus raides au Canada pour un train. À 1 h 14, des témoins signalent que le train circule à vive allure au centre-ville de Lac-Mégantic. Le train roule alors à une vitesse de près de 100 km/h.
Les cinq locomotives se détachent du reste du convoi et poursuivent leur route sur une distance de 800 mètres.
Le reste du convoi déraille dans une courbe près de la rue Cartier, provoquant la première d'une série d'explosions, et déclenchant un véritable « bombardement incendiaire ».
Au centre-ville de Lac-Mégantic, le bar Musi-Café, rue Frontenac, est fréquenté par une quarantaine de clients qui profitent d'un chaud vendredi soir d'été. Deux fêtes d'anniversaire ont été organisées et les clients écoutent la musique d'Yvon Ricard et de Guy Bolduc, un duo de chansonniers populaires dans la région, qui termine sa performance peu après 1 h du matin. Ricard sort fumer une cigarette sur la terrasse et voit un train filer à une vitesse excessive. Quelques secondes plus tard, il voit une boule de feu derrière le Musi-Café. En compagnie de quatre ou cinq autres personnes, il s'enfuit en courant, longeant les wagons. Arrivé au bord du lac, à quelques centaines de mètres, il tente de rebrousser chemin pour porter secours à des amis. Rapidement, il est forcé d'abandonner.
Un client, qui se trouvait à l'extérieur du café, a été témoin de la première explosion à 50 m de là. Il affirme que le sol s'est mis à trembler au moment de la déflagration. Après une course de 100 m, il s'est retourné pour voir sa voiture, stationnée à proximité, être engloutie par les flammes.

### Version de la compagnie ferroviaire MMA
Les enquêteurs ont par ailleurs contredit la version des événements communiquée par le président de la Montreal, Maine & Atlantic, Ed Burkhardt. Ils ont confirmé l'information selon laquelle les pompiers du village de Nantes ont avisé le répartiteur de la compagnie et qu'ils ont procédé à l'extinction de l'incendie d'une locomotive en présence du personnel de la MMA. Selon le Bureau de la sécurité des transports, le répartiteur de la compagnie a été prévenu suffisamment tôt le vendredi soir, le 5 juillet, alors que le train était arrêté à Nantes, mais en difficultés techniques. Le BST a également confirmé que le convoi a été stationné sur la voie principale à Nantes et non sur une voie de garage munie d'un dérailleur. Cette précision est significative, puisque la voie ferrée entre Nantes et Lac-Mégantic est en forte pente descendante, de l'ordre de 1,2 %. Selon la norme, des freins manuels doivent être appliqués lorsqu'un train est arrêté dans une pente. Aussi, aucun dispositif n'a été mis sous les roues pour empêcher le train de rouler par lui-même. La MMA a affirmé que le convoi s'est mis en marche sans conducteur parce que les freins appliqués sur le convoi s'étaient desserrés en raison de l'arrêt du moteur.
Le conducteur dit avoir mis des freins manuels sur 10 des 72 wagons. Les freins manuels sont indépendants des freins à air comprimé fonctionnant grâce au moteur en marche. Il y a quarante ans, il y avait cinq hommes pour une locomotive et une vingtaine de wagons. Depuis 2009, le gouvernement fédéral permet aux compagnies ferroviaires d'avoir un seul conducteur pour cinq locomotives et soixante-douze wagons. Le président de la MMA, Edward Burkhardt, qui détient 75 % des actions de la compagnie, nie toute responsabilité pour la tragédie. La compagnie de M. Burkhardt a reçu des subventions importantes de la part des gouvernements québécois et canadien, ainsi que de la Caisse de dépôt et placement du Québec pour investir dans l'amélioration de sa ligne ferroviaire au Québec, mais l'argent a été transféré et utilisé aux États-Unis.

## Réponse des autorités

### Premiers répondants

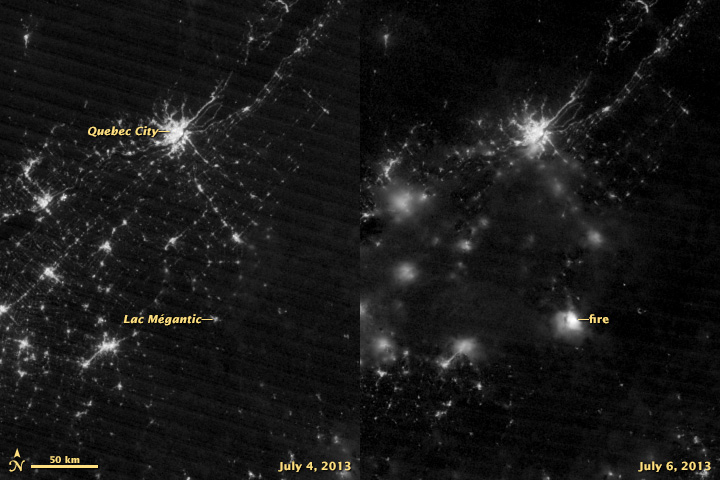
Une image prise par le satellite Suomi NPP de la NASA montre le feu qui a suivi le déraillement. À gauche, une image prise deux jours avant la catastrophe ; à droite la photo de la même zone prise à UTC (HAE), le 6 juillet.

Peu avant la première déflagration, les pompiers de Lac-Mégantic répondent à un signalement d'incendie dans une résidence de la rue Cartier. Le chef de la brigade de pompiers volontaires, Denis Lauzon, sortait de la maison lorsqu'il a aperçu un mur de flammes devant ses yeux. Il décide de retourner vers la caserne, au centre-ville, pour mieux observer la situation. Croyant d'abord avoir affaire à un feu de la pinède qui ceinture la ville ou à un écrasement d'avion, il se ravise en apercevant huit wagons-citernes en feu. Plutôt que d'attaquer le brasier immédiatement, il donne l'ordre à ses hommes de retraiter pour éviter d'empirer la situation. « On n’a pas envoyé d’eau parce que c’était trop chaud », explique-t-il quelques jours après le déraillement.
Les pompiers lancent ensuite un appel à l'aide aux brigades des municipalités de la MRC du Granit, de Sherbrooke, de Saint-Georges-de-Beauce et à huit municipalités du Maine,. Plus de 150 pompiers et 20 autopompes se déploient afin de maîtriser l'incendie, mais la progression des pompiers est ralentie par les risques d'explosion, la fumée dense et l'odeur nauséabonde.
Plusieurs travailleurs se sont joints aux pompiers pour tenter de contenir le sinistre. Des travailleurs de l'usine de fabrication de panneaux Tafisa, située à proximité, ont apporté un locotracteur pour éloigner des wagons-citernes qui n'avaient pas déraillé. Le conducteur du train, Tom Harding, a quitté son hôtel et revêtu une tenue de pompier pour détacher les wagons alors que la chaleur était extrêmement élevée. Des ouvriers de l'entreprise Lafontaine Excavation ont utilisé leur machinerie lourde pour soutenir le travail des pompiers, en remplissant par exemple des trous d'homme qui explosaient ou en déplaçant des débris qui gênaient l'intervention des soldats du feu.
L'incendie est tellement intense qu'il est clairement visible de l'espace. Le satellite météorologique Suomi NPP de la NASA enregistre la présence du brasier lors de son passage au-dessus du Québec, à 2 h 21, le 6 juillet. Plusieurs séquences spectaculaires captées par des vidéastes amateurs au cours de la première nuit sont téléchargées et partagées par le biais des médias sociaux et largement diffusées par les médias. Ces vidéos montrent que plusieurs explosions secouent le village jusqu'à 4 h et forment un champignon,,.
Bien que contenu dès l'après-midi du 6 juillet, le brasier a mis près de 40 heures pour être complètement éteint par les pompiers,. Dans un premier temps, les pompiers ont arrosé des citernes pour réduire leur température et éviter qu'elles ne s'enflamment. Ils ont ensuite obtenu de l'aide d'une équipe de spécialistes de la raffinerie Jean-Gaulin d'Ultramar à Lévis, qui a fourni une mousse spécialisée et de l'équipement à compter de la nuit du 6 au 7 juillet.

### Urgence environnementale

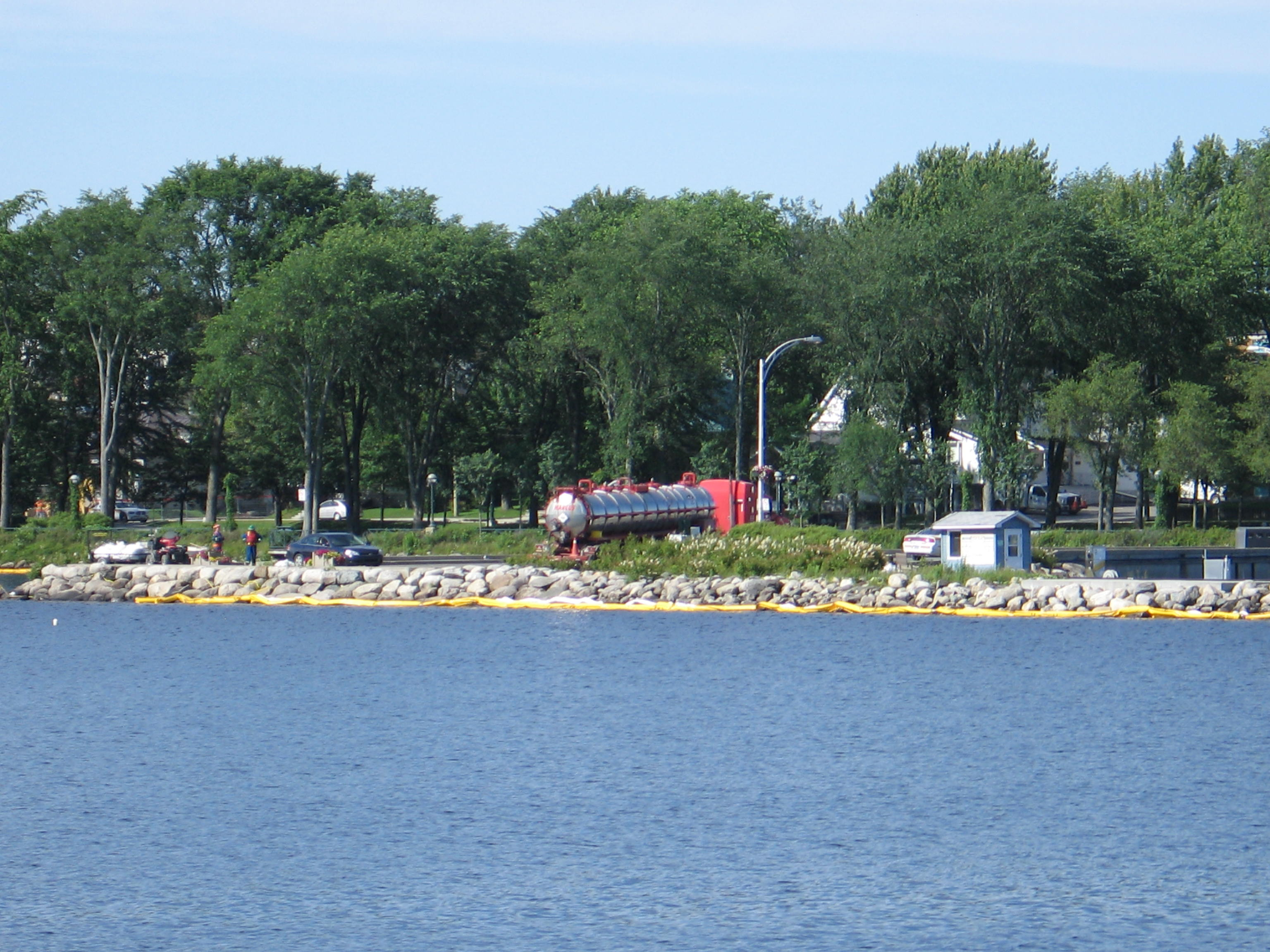
Des ouvriers récupèrent une partie du pétrole qui s'est déversé dans le lac Mégantic à la suite de l'accident.

Une partie de la cargaison de pétrole brut se déverse sur les lieux de l'accident et s'écoule par le réseau d'égout vers le lac Mégantic et la rivière Chaudière. Le ministère du Développement durable, de l'Environnement, de la Faune et des Parcs (MDDEFP) déploie, dès la nuit du 6 juillet, une vingtaine de spécialistes d'Urgence-Environnement à Lac-Mégantic pour évaluer la situation et amorcer la récupération du pétrole dans les cours d'eau. Des opérations de pompage du pétrole débutent dès le 6 juillet dans le secteur de la marina. Averti de l'accident tôt samedi, le ministre de l'Environnement, Yves-François Blanchet, se dirige immédiatement vers Lac-Mégantic où il dirigera personnellement les opérations de son ministère pendant les trois premiers jours.
Le ministère déploie également son laboratoire mobile d'analyse des gaz atmosphériques à l'état de traces (TAGA) afin de mesurer les concentrations de polluants dans l'air,.
Le personnel du MDDEFP procède le lendemain à l'installation de trois estacades sur la rivière Chaudière et a entrepris des opérations de pompage du pétrole brut qui se déverse par l'émissaire des égouts pluviaux de la municipalité. La rivière traverse la Beauce pour se déverser dans le fleuve Saint-Laurent à la hauteur de Québec. Des traces d'hydrocarbures ont été observées dans les eaux, notamment à la hauteur de Saint-Martin.
Plusieurs municipalités riveraines, dont Saint-Georges, Sainte-Marie, et Lévis, prennent des mesures préventives pour éviter la contamination de leur approvisionnement d'eau. Elles invitent leurs citoyens à réduire leur consommation et construisent d'urgence des conduites d'eau potable temporaires afin d'alimenter leurs résidents à partir d'autres cours d'eau. Des entreprises agroalimentaires installées le long de la Chaudière, comme Agropur (produits laitiers) et Olymel (volaille) interrompent leur production ou mettent en place un transport d'eau potable par camion. Après avoir craint une pollution possible du fleuve Saint-Laurent à la hauteur de Québec, le maire de la capitale, Régis Labeaume, annonce le 9 juillet que la prise d'eau de Sainte-Foy, qui alimente 110 000 résidents de l'ouest de la ville, est « sécurisée ».
Le ministre Blanchet indique que ses services estiment que de 100 000  à   120 000 litres de pétrole brut sont répandus dans la rivière Chaudière, sur une longueur de 120 km. Il ne prévoit pas de danger pour la population, mais affirme que la catastrophe aura des impacts sur les écosystèmes. « En plus des décès et de l'importance des dommages, ça reste une catastrophe environnementale d'une magnitude peut-être sans précédent », estime-t-il.
Les coûts de décontamination, dont une partie pourrait éventuellement être assumée par le gouvernement fédéral, sont évalués à 150 000 000 $.

### Évacuations
Dans les heures qui suivent la catastrophe, le plan des mesures d'urgence de la municipalité se met en place en coordination avec la Sécurité civile du Québec.
L'école secondaire Montignac est réquisitionnée pour servir de poste de commandement des autorités civiles et de centre d'hébergement pour les personnes évacuées, sous la responsabilité de la Croix-Rouge canadienne. Les personnels de l'hôpital local avaient été mobilisés en attente de victimes.
La Sûreté du Québec établit un périmètre de sécurité et procède à l'évacuation de 2 000 résidents en raison des risques d'explosion et des concentrations d'hydrocarbures aromatiques polycycliques (HAP) et de particules en suspension dans l'air.
Les derniers évacués qui séjournaient à la polyvalente Montignac ont été relocalisés le 14 juillet. La vingtaine de personnes qui ne peuvent retourner dans leurs logements ont été installés dans des chambres d'hôtel de la région.

## Réactions

### Premières instances

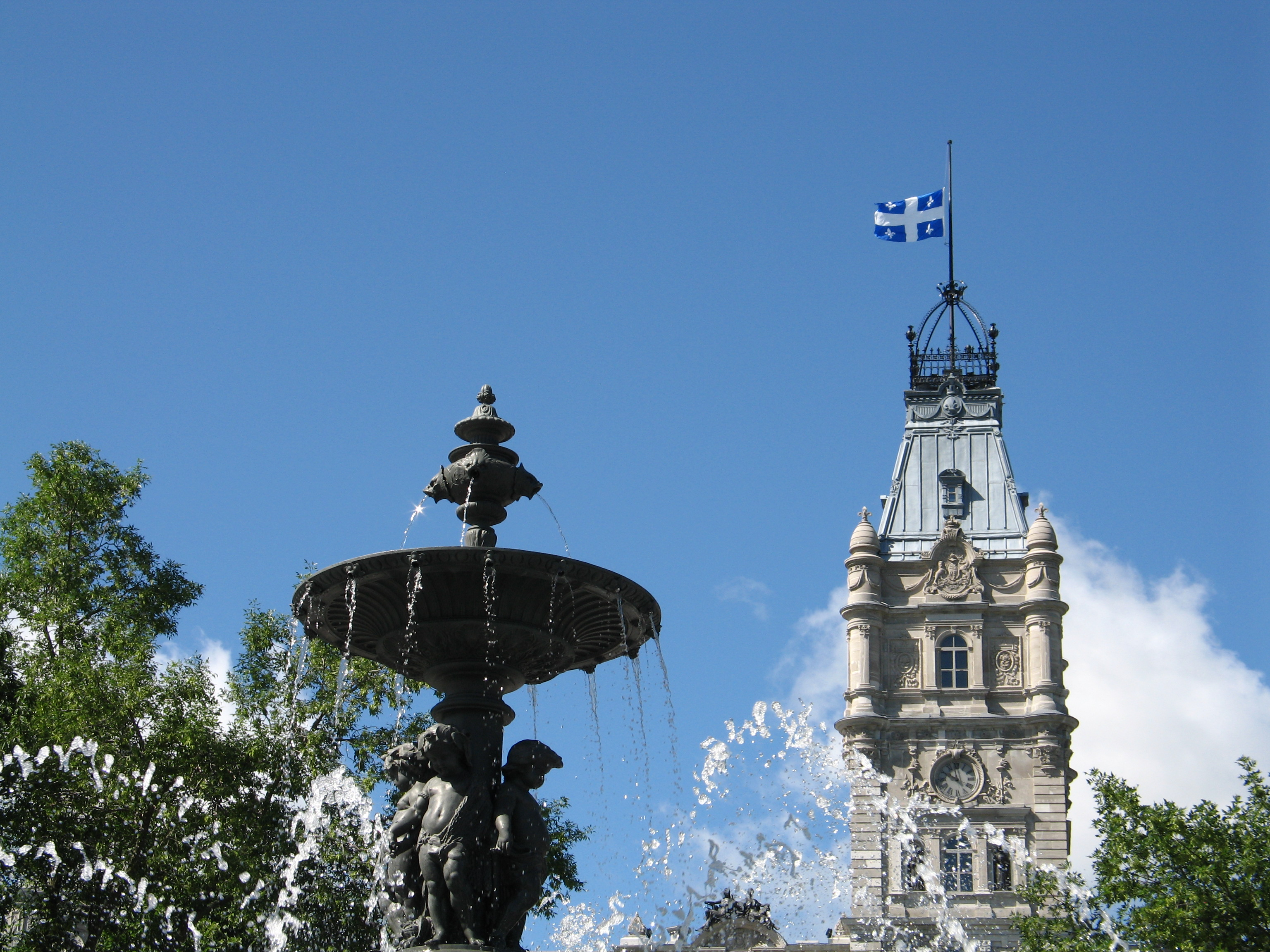
Le gouvernement du Québec a ordonné la mise en berne des drapeaux du Québec sur tous les édifices publics pour une période de sept jours, du 11 au 17 juillet.

Le jour même des événements, la première ministre du Québec, Pauline Marois, et deux de ses ministres, Réjean Hébert et Yves-François Blanchet, se rendent sur les lieux de la tragédie. La première ministre déclare que la population de Lac-Mégantic peut compter sur le soutien de son gouvernement. Le mercredi suivant, le gouvernement du Québec adopte le décret no 808-2013 qui alloue immédiatement une enveloppe de 60 millions de dollars canadiens. Le programme prévoit notamment une aide de 25 millions aux personnes sinistrées, à la municipalité et aux entreprises touchées, un montant de 25 millions pour planifier la reconstruction du centre-ville dévasté ainsi qu'un fonds spécial de 10 millions pour relancer l'économie de la ville.
Le lendemain de la tragédie, le premier ministre du Canada Stephen Harper se rend également sur place, qualifiant les lieux comme un « site de guerre ».
La catastrophe soulève plusieurs questions. Deux jours après les événements, La Presse canadienne souligne que le transport de produits pétroliers par train a augmenté de 28 000 % au cours des cinq dernières années au Canada.
Le drame amène une certaine attention sur la MM&A, dont le taux d'accidents ferroviaires aux États-Unis serait de 5  à   10 fois plus élevé que la moyenne des 800 autres entreprises du secteur. La première réaction officielle de la compagnie, par l'envoi d'un communiqué de presse dont la première traduction en français a apparemment été effectuée avec un traducteur automatique, suscite de fortes réactions et une certaine colère s'exprime au sein des médias québécois,,,,,.
Ed Burkhardt affirme avoir reçu plusieurs appels et messages menaçants. Il affirme qu'il se rendra à Lac-Mégantic le mercredi 10 juillet. Il a déclaré : « J'espère que je ne me ferai pas tirer dessus. Je ne porterai pas de gilet pare-balles. Je sais qu'il y a beaucoup de colère dans le coin et je comprends. J'ai reçu beaucoup de messages haineux. »
Lors de sa visite à Lac-Mégantic, Burkhardt a annoncé que la compagnie MM&A avait suspendu l'ingénieur du train de marchandises. Contrairement à ce qu'il a déclaré, la compagnie ne croit pas qu'il ait actionné onze freins manuels. Le 7 août, la compagnie se place sous la protection des lois américaines et canadiennes concernant les faillites.

### Médias sociaux
Lors de la tragédie de Lac-Mégantic, des citoyens ont créé une page Facebook officielle « Lac-Mégantic : Support aux gens ». Plus de 30 000 personnes se joindront à la page afin de partager leur soutien aux sinistrés. Elle fut une référence pour tous les journalistes intéressés. Cette page a soutenu l'aide financière, les dons de toutes sortes, un soutien aux recherches dans l'identification des victimes auprès de la Sureté du Québec et un soutien auprès de la population durant près de 18 mois. Cette page Facebook  devait rester ouverte pour toujours afin de permettre à la fois l'expression des émotions des citoyens et à la fois en tant que source de référence du vécu de ceux-ci pour tous les médias, sauf que la souffrance citoyenne a eu raison de la volonté et de la persévérance de son auteure,.

### Intervention du groupement de citoyens "Safe Rail Communities"
Devant l’accroissement du trafic de matières dangereuses transportées par rail au moyen des wagons-citernes T-111 impliqués dans l’accident du lac Mégantic, un groupement de citoyens, le « Safe Rail Communities » a pris naissance au mois de mars 2014 dans la région de Toronto pour poser des questions aux différentes instances et militer dans le but de réduire l'impact des déraillements de marchandises dangereuses, d’améliorer  les pratiques de sécurité dans le domaine du transport ferroviaire des marchandises dangereuses et de s’informer sur la couverture d’assurance des compagnies ferroviaires en cas de sinistre.
Après avoir échangé des lettres avec les principaux intervenants: les compagnies ferroviaires, les municipalités, les instances gouvernementales, ils ont soumis en décembre 2014, des recommandations au comité d'examen de la Loi sur les transports au Canada et au mois de janvier 2015, ils ont déposé une pétition environnementale avec 17 questions auprès du bureau du vérificateur général du Canada. Cette pétition qui porte le numéro de référence 371  a été acheminée aux ministères de l'environnement, celui de la santé ainsi qu’au ministère des Transports du Canada  qui ont chacun répondu dans un document qui a été colligé au mois de juin 2015 par le Bureau du vérificateur général du Canada.

## Bilan

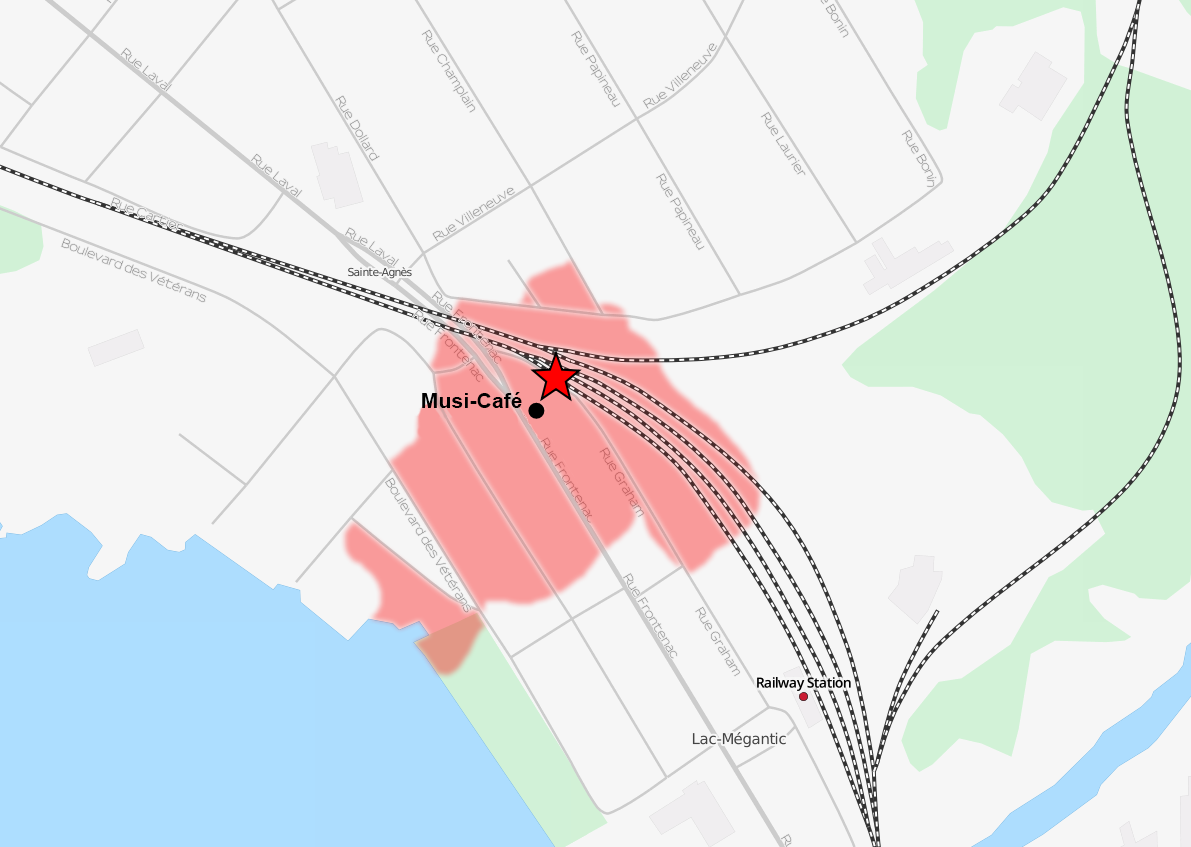
Zone affectée par la déflagration.

Le déraillement a provoqué plusieurs explosions et un incendie dans le centre-ville de Lac-Mégantic, qui a duré quatre jours, consommant environ 5 400 000 litres de pétrole. Selon les pompiers, une trentaine de bâtiments — dont la bibliothèque municipale, les archives de la ville, des bâtiments patrimoniaux, des commerces et des résidences — ont été détruits par « un feu d'une force incroyable ». Des témoins rapportent qu'au moment de l'accident, une quarantaine de personnes se trouvaient au bar Musi-Café, situé à quelques mètres du lieu de la déflagration.
L'accident a également détruit une importante conduite d'eau dans le quadrilatère dans la zone sinistrée, forçant la municipalité à demander aux citoyens d'économiser l'eau potable. La pénurie d'eau n'affecte toutefois pas le travail des pompiers, qui puisent leur eau directement dans le lac Mégantic,. Les autorités municipales avaient recommandé aux citoyens de faire bouillir l'eau pendant 5 minutes avant de la consommer, de manière préventive. Le gouvernement du Québec rapporte un déversement de pétrole dans le lac Mégantic et dans la rivière Chaudière mais ne signale pas de contamination des sources d'eau potable.
Le ministère des transports du Canada a estimé tous les dommages à environ 1,5 milliard de dollars canadiens (1,2 milliard de dollars US) en date du 20 mai 2015.

### Victimes
Le bilan des victimes s'établit à 47 morts dont 40 ont été formellement identifiés. L'identification a été particulièrement difficile car, selon les pompiers, la température a pu atteindre 3 000 °C au centre du brasier.

### Fonds de règlement pour les victimes de la tragédie de Lac-Mégantic
À la fin de l’année 2016, des sommes de quelque 450 millions $ comprenant 30 millions pour charges administratives ont été réunies pour servir de règlement à des poursuites civiles contre la MMA en vertu de la loi sur les arrangements avec les créanciers.
Quelque 25 entreprises, dont le gouvernement fédéral qui n’a pas précisé le montant de sa contribution, ont contribué à ce fonds parmi lesquelles on retrouve les pétrolières Irving pour un montant de 75 millions $, à qui était destiné le pétrole transporté vers Saint-John, NB, et le World Fuel Services, propriétaire du  pétrole, qui a contribué pour un montant de 135 millions $.

## Commémoration

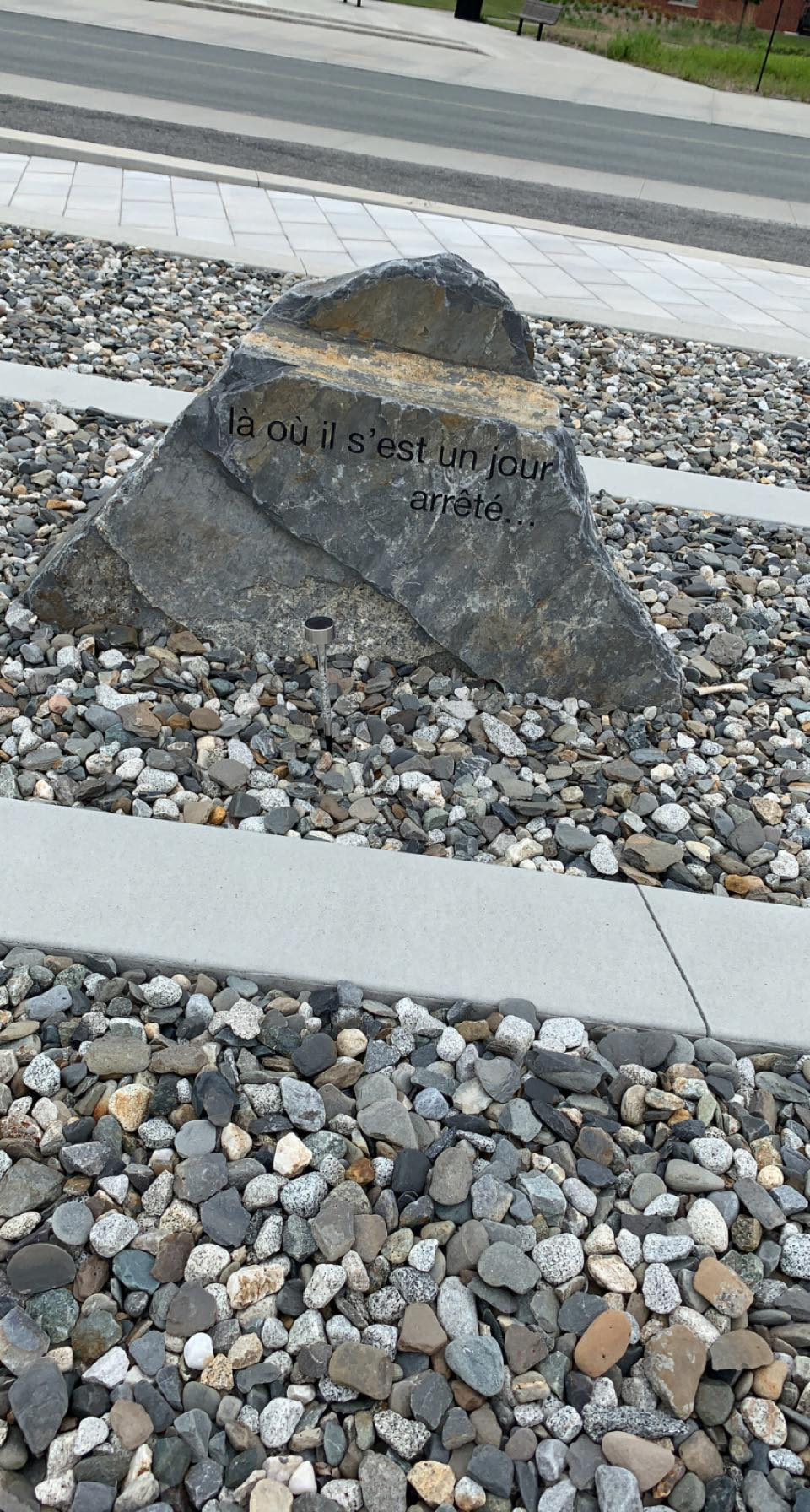
Pierre commémorative qui se trouve au lieu exact où le train s'est arrêté lors de l'accident.

Céline Dion a dédié son concert Céline… Une Seule Fois, qui s'est déroulé le 27 juillet 2013 sur les plaines d'Abraham, aux victimes de la catastrophe. La mairesse de Lac-Mégantic, Colette Roy Laroche, était d'ailleurs présente lors de ce concert. La chanteuse a également offert 100 000 dollars aux familles des victimes.
La bibliothèque publique de la ville, qui a été détruite par le brasier, a bénéficié de la générosité d'une multitude de donateurs du Canada, des États-Unis et de l'Europe, qui ont offert plus de 200 000 livres et autres documents afin de reconstituer l'inventaire, en plus de dons en argent totalisant 90 000 dollars. La nouvelle médiathèque municipale, située dans une ancienne usine de textile, a été nommée en l'honneur de l'auteure Nelly Arcan, native de Lac-Mégantic, qui a fait du bénévolat à la bibliothèque pendant son adolescence. La médiathèque municipale a ouvert ses portes le 5 mai 2014. Elle compte 30 000 documents,.
Un an après la tragédie, plusieurs événements sont organisés à Lac-Mégantic. Le 5 juillet 2014, différentes activités se déroulent dont l'inauguration du Jardin du 6 juillet ainsi qu'une envolée de papillons. Le 6 juillet, les commémorations débutent à minuit par une messe à l'église Sainte-Agnès. S'ensuit une marche nocturne silencieuse dans les rues de la ville. À onze heures, une seconde messe commémorative, cette fois présidée par l'archevêque de Sherbrooke, réunit plusieurs dignitaires dont les maires de Québec et de Montréal, le premier ministre du Québec et le gouverneur général du Canada. Un monument en mémoire de la tragédie est ensuite inauguré devant l'église.

## Enquêtes

### Enquête de la Sûreté du Québec
Présente sur les lieux dès les premières minutes, la Sûreté du Québec a établi les périmètres de sécurité qu'elle considérait comme des « scènes de crime ». Quelque 60 enquêteurs ont alors entrepris de recueillir des indices, preuves et témoignages à Lac-Mégantic et dans les municipalités voisines. Durant un point de presse, le 7 juillet à midi, les porte-parole de la police ont expliqué qu'ils poursuivraient leur enquête, ne pouvant écarter une piste criminelle.

### Enquête du coroner
L'identification des restes humains est placée sous la responsabilité du Bureau du coroner du Québec. Les corps des victimes sont transportés au laboratoire de Montréal où les médecins légistes tenteront d'établir l'identité des personnes en utilisant plusieurs techniques, en analysant la dentition, les os, la peau, les effets personnels, en relevant les empreintes digitales, et en procédant à des tests sanguins et génétiques.
L'enquête du coroner a été confiée à Martin Clavet, médecin détenteur d'un diplôme universitaire en génie mécanique, auparavant enquêteur sur les accidents aériens. Ses collègues le désignent comme un homme de terrain, méticuleux et « très qualifié » pour la mission qui lui a été confiée.
Le coroner remet son rapport le 7 octobre 2014. Dans ce rapport, le coroner conclut que la mort des 47 victimes de l'accident de train survenu à Lac-Mégantic le 6 juillet 2013 a été « violente » et que ces décès étaient évitables.
Le coroner émet cinq recommandations au gouvernement fédéral pour éviter qu'un drame semblable se reproduise:
- Éviter de laisser un train de matières dangereuses sans surveillance.
- Préciser le nombre de freins à main qui doivent être actionnés en fonction du poids total du train ainsi que l’inclinaison de la pente sur laquelle se trouve le convoi.
- Revoir les itinéraires des wagons-citernes.
- Mettre en place les mesures recommandées par le Bureau de la sécurité des transports (BST) notamment[88]...
- sur une révision des systèmes de gestion de la sécurité (SGS) au chapitre de l'évaluation des risques, de la prise de mesures pour atténuer les risques et les réévaluer périodiquement sur une base continuelle[89].

### Enquête de Transport Canada
Au mois de décembre 2013, des inspecteurs de Transport Canada effectuent une perquisition dans les bureaux de la compagnie Irving Oil à Saint-Jean afin de vérifier si celle-ci a suivi les procédures et règles de sécurité applicables au transport du pétrole. Les pénalités en cas d'infraction peuvent aller de 50 000 $ d'amende à deux ans de prison. L'enquête révèle qu'un mois avant l'accident, un employé d'Irving avait signalé que le pétrole livré à la raffinerie n'était pas d'une qualité homogène et que les tests en fin de parcours venaient trop tard pour pouvoir corriger d'éventuels problèmes de sécurité.

### Enquête du Bureau de la sécurité des transports du Canada (le BST) sur les causes de l'accident
Le 7 juillet, l'équipe de 9 enquêteurs ferroviaires a retrouvé la boîte noire du train — l'enregistreur de paramètres et l'unité de détection de freinage fixée au dernier wagon.
Le rapport du BST (20 août 2014) rapporte 18 faits établis quant aux causes et aux facteurs contributifs. En résumé : 
Le convoi MMA-002 était garé sans surveillance sur la voie principale, sur une pente descendante avec une locomotive de tête qui n’était pas en bon état de fonctionnement.
Les 7 freins à main qui ont été serrés pour immobiliser le train n’étaient pas suffisants pour retenir à eux seuls le convoi et l’essai de l’efficacité des freins à main n’a pas été fait correctement pour confirmer que l’effort de freinage était suffisant.
L'enquête a révélé que la locomotive avait un piston brisé, ce qui a permis à du gazole de s'accumuler dans le turbocompresseur et dans le collecteur d’échappement, engendrant des fumées, des étincelles, ce qui a provoqué un incendie dans la locomotive.
Lorsque les pompiers eurent éteint le feu, ils arrêtèrent le moteur de la locomotive principale, sans qu’aucune autre locomotive ne soit mise en marche pour la remplacer, ce qui eut pour effet de relâcher le système de frein à air automatique.
La force de freinage n’étant pas suffisante, le train a donc pu se mettre en marche, prendre de la vitesse dans la pente pour atteindre une vitesse de 65 milles/hr (env. 104 km/h) et dérailler alors qu’il franchissait la courbe à proximité de Mégantic Ouest.
La coque d'environ un tiers des wagons-citernes, qui étaient tous des wagons de catégorie 111, a été éventrée, ce qui a entraîné le déversement d'une grande quantité de pétrole très volatil qui s’est rapidement enflammé pour former de vastes boules de feu et un feu en nappe.
Or, le pétrole de schiste transporté dans les wagons-citernes est d'un type particulièrement léger et volatil, prompt à exploser et à s'enflammer en cas d'impact. La compagnie Western Petroleum aurait dû classer ce pétrole comme un produit dangereux de classe 2 et non 3, le niveau le moins dangereux, et le manipuler en conséquence.
Le rapport conclut que la formation et la surveillance exercée par MMA n’étaient pas efficaces pour assurer que les membres d’équipe comprenaient et respectaient les règles relatives à l’immobilisation des trains. Ensuite, que la faible niveau de culture de sécurité au sein de la MMA a contribué à la perpétuation de conditions et de pratiques dangereuses ; que Transports Canada n’a pas exercé une surveillance réglementaire adéquate pour s’assurer que les risques étaient bien gérés et n’a pas assuré de suivi pour veiller à ce que les lacunes de sécurité qui se répétaient à la MMA soient analysées et corrigées efficacement.

### Recommandations émises par le Bureau de la Sécurité des Transports du Canada (le BST)
Le BST a émis cinq recommandations à la suite de son enquête sur l'accident de Lac-Mégantic (en janvier et août 2014).
- R14-01[93] Normes de protection renforcées pour les wagons-citernes de catégorie 111. Le 23 janvier 2014, le BST conjointement avec le Pipeline and Hazardous Materials Safety Administration (le PHMSA des États-Unis) exigent des normes renforcées pour les wagons DOT-111. Au mois de mai 2015, Transport Canada  émet des directives pour retirer  graduellement les wagons DOT-111 entre 2015 et 2025 dans un programme qui comprend une combinaison d’améliorations et de  mise à niveaux des wagons DOT-111 et CPC 1232 avec des standards plus élevés, combiné avec la construction de nouveaux wagons-citernes TC-117, à l’intérieur d'un échéancier qui priorise la sécurité du groupe de marchandise dangereuse du groupe d’emballage III pour le pétrole brut, suivant des contraintes de temps accordées  aux compagnies ferroviaires pour s’adapter aux nouvelles normes sans qu’il n’y ait d’interruptions potentielles d’approvisionnement en raison d’une pénurie de wagons-citernes conformes aux nouvelles spécifications. Pour réaliser ce programme de mise à niveau des wagons citernes. L’étude de Transports-Canada prévoit que l’industrie aura besoin d’investir une moyenne de 100 millions de dollars canadiens par année soit un total de quelque un milliard de dollars entre 2015 et 2025[94]. Le 28 août 2018, le ministre Marc Garneau par ordre no 32, devançait l’ordre de retrait progressif des wagons-citernes CPC 1232 qui transportent du pétrole brut, 17 mois plus tôt que prévu soit dès le 1er novembre 2018 plutôt que le 1er avril 2020. De même, il ordonnait le retrait des DOT-111 et CPC 1232 sans chemise qui transportent des condensats, plus de six ans plus tôt que prévu, soit dès le 1er janvier 2019 plutôt que le 30 avril 2025[95].
- R14-02[96] Planification et analyse de l'itinéraire des trains qui transportent des marchandises dangereuses. Depuis le 1er avril 2015, un nouveau Règlement sur les sanctions administratives pécuniaires est entré en vigueur dans le cadre de la Loi sur la sécurité ferroviaire avec publication des infractions et des amendes attribuées qui sont régies par Transports Canada[97]. Depuis le 19 février 2016 est entré en vigueur un nouveau règlement relatif aux trains et aux itinéraires-clés par lequel une nouvelle approche est utilisée pour déterminer les routes à risques qui feront l’objet d’une plus grande surveillance plutôt qu’un objet de surveillance où les segments sont choisis de manière aléatoire. Cette approche utilise 28 facteurs particuliers rattachés aux caractéristiques de la voie, les pratiques d’exploitation et la proximité de zones écosensibles. Cette évaluation des risques se fait en concertation avec les municipalités concernées[96].
- R14-03[98] Plans d’intervention d’urgence pour le transport d’hydrocarbures liquides. Au mois de novembre 2013, un groupe de travail sur les plans d’intervention d’urgence a été mis sur pied, dont la présidence est assurée par l’Association canadienne des chefs de pompiers. Ce groupe est chargé de renforcer les capacités d’intervention d’urgence à la grandeur du pays. Le groupe a tenu sa première réunion le 10 juillet 2014. Il rassemble les municipalités, les premiers intervenants, les compagnies de chemins de fer et expéditeurs[98].
- R14-04[99] Moyens de défense physiques pour empêcher les trains de partir à la dérive.
- R14-05[100] Vérification des systèmes de gestion de la sécurité, au chapitre de l'évaluation des risques, de la prise de mesures pour atténuer les risques et les réévaluer périodiquement sur une base continuelle.

## Procès

### Procès de trois ex-employés de la MMA pour négligence criminelle ayant causé la mort de47 personnes, le 6 juillet 2013.
Les trois ex-employés de la MMA ont été reconnus non coupables le 19 janvier 2018   des 47 accusations de négligence criminelle causant la mort, qui pesaient contre eux. Le jury était constitué de 14 personnes qui ont délibéré pendant 9 jours. Le procès qui s’est déroulé sur une période de dix semaines avait débuté le 2 octobre 2017. Une trentaine de témoins a été appelée à la barre. Les trois accusés n’ont pas présenté de témoignage pour leur défense. Les plaidoiries se sont déroulées du 3 au 5 janvier 2018 avant que le jury ne rende son verdict. Des centaines de documents photos, vidéos et autres, ainsi que les bandes audio de la MMA ont été déposés en preuve. Par contre, le juge de la cour supérieure Gaétan Dumas a exclu le rapport du Bureau de la sécurité des transports (BST) des éléments de preuve contre les trois accusés.  
Alors que le jury s’était retiré pour délibérer, le juge a qualifié de faibles les éléments de preuve contre les trois accusés mais que ce n’était pas à lui de décider de leur culpabilité car il était de la responsabilité du jury de le faire.
Dans les directives transmises au jury, celui-ci devait comparer les décisions ainsi que les actions prises par les trois accusés le soir des événements de la tragédie en les comparant aux actions, gestes et décisions que d’autres employés occupant les mêmes fonctions auraient pris normalement avec diligence s’ils avaient été placés dans les mêmes circonstances que les accusés, le soir des événements. Après délibérations, le verdict de non-culpabilité a été rendu.
Toutefois, le chef de train, Thomas Harding, qui a plaidé coupable à une accusation pénale pour ne pas avoir suffisamment activé tous les freins pour sécuriser le train, purgera une peine de six mois de détention chez lui.

### Procès pour négligence criminelle contre la compagnie Montreal, Maine & Atlantic (MMA)
Le Directeur des poursuites criminelles et pénales (DPCP) a annoncé au début du mois d’avril 2018 qu'il n'y aurait pas de procès pour négligence criminelle contre la compagnie Montreal, Maine & Atlantic (MMA) en lien avec la tragédie de Lac-Mégantic en raison des dispositions du Code criminel en ce qui concerne la responsabilité des compagnies en matière de négligence qui doit passer par le comportement des agents de la compagnie et que les trois principaux ex-employés identifiés comme responsables dans la tragédie ont été jugés non coupables dans une décision prise par un jury le 19 janvier 2018.
Autre facteur, la MMA avait annoncé au mois d'août 2013 s’être placée sous la protection de la Loi sur les arrangements avec les créanciers des compagnies au Canada devant la cour supérieure du Québec et devant le tribunal des faillites, la Bankruptcy Court, dans l'état du Maine aux États-Unis. Au mois d'avril 2018, la MMA était devenue une "coquille vide", sans actifs, ni d'administrateurs, ni d'avocats pour la représenter.
Dans le cadre du recours collectif faisant suite à la tragédie ferroviaire, le fonds de reconstruction de lac Mégantic a reçu 208 millions de la faillite du MMA.

### Procès en recours collectif contre la compagnie de chemin de fer Canadien Pacifique (CP)
Le procès en recours collectif des victimes du déraillement du 6 juillet 2013 devrait débuter à compter du mois de septembre 2019, après que les rapports d’experts et les interrogatoires préalables des dirigeants du CP, de la MMA et du World Fuel soient complétés.
Pour qu’un seul jugement détermine l’aspect de responsabilité du CP, le juge Martin Bureau de la Cour supérieure a réuni les procédures intentées par le procureur général du Québec, huit compagnies d’assurances et une quarantaine d’entreprises et individus qui souhaitent obtenir des dédommagements comprenant des sommes entre 15 000 $ et 1 million $.
Les requérants affirment que CP avait la garde et le contrôle des contaminants déversés à Lac-Mégantic le 6 juillet 2013 et donc qu’il était  directement responsable des dommages causés par la MMA et ses préposés et que « La défenderesse ne pouvait simplement et seulement s’en remettre aux informations fournies par les producteurs, vendeurs, expéditeurs et acheteurs de pétrole brut pour déterminer les conditions dans lesquelles le transport ferroviaire d’un produit dangereux s’effectuera ».
De son côté, le CP clame n'avoir aucune responsabilité dans la tragédie du lac Mégantic.

## Autres conséquences
Le Comité expert sur la contamination résiduelle de la rivière Chaudière par les hydrocarbures pétroliers a émis plusieurs rapports assortis de recommandations.
Transports Canada projette la construction d'une voie ferrée de contournement de Lac-Mégantic mais le délai de réalisation reste incertain.